# Vũ Thị Ly
Vũ Thị Ly (* 2. Februar 1995 in Lào Cai) ist eine vietnamesische Leichtathletin, die im Mittelstreckenlauf an den Start geht.

## Sportliche Laufbahn
Erste internationale Erfahrungen sammelte Vũ Thị Ly bei den Juniorenasienmeisterschaften 2014 in Taipeh, bei denen sie in 2:15,62 min den siebten Platz belegte. 2015 gewann sie bei den Südostasienspielen in Singapur über 800 Meter und zwei Jahre später bei den Südostasienspielen in Kuala Lumpur die Goldmedaille über diese Distanz sowie Silber im 1500-Meter-Lauf. Zuvor wurde sie vom vietnamesischen Leichtathletikverband für ein Monat wegen eines Dopingvergehens gesperrt. 2018 nahm sie erstmals an den Asienspielen in Jakarta teil, bei denen sie in 2:12,42 min den achten Platz belegte.
2017 wurde Vũ Vietnamesische Meisterin im 800-Meter-Lauf.

## Persönliche Bestleistungen
- 800 Meter: 2:06,66 min, 10. Dezember 2014 in Nam Định
- 1500 Meter: 4:22,89 min, 30. Juli 2016 in Ho-Chi-Minh-Stadt